# Centro Viejo (Cabimas)
 El Centro Viejo es uno de los sectores que conforman la ciudad venezolana de Cabimas en el estado Zulia. Pertenece a la parroquia Carmen Herrera.

## Ubicación
El Centro Viejo, son las calles en el casco central de Cabimas, limita al norte con Las 40's y  Tierra Negra (Av Universidad y Av Miraflores), al este con Campo Refinería, Buena Vista y  Las Palmas (Av Carnevalli), al sur con Las Tierritas y Punta Icotea (Av Independencia) y al oeste con Punta Icotea.

## Zona Residencial y Comercial
El centro viejo es una zona residencial con calles tradicionales como la calle Providencia que adornan en diciembre o la calle Las Vegas, donde siempre hay alguien jugando bingo, cartas, dominó o algún juego de azar. El centro viejo es la principal zona comercial de Cabimas, donde se ubican los almacenes, las mueblerías, los bancos, las tiendas de electrodomésticos y otras, ocupa la calle independencia desde la av Rotaria hasta la av Carnevalli. Esta es la zona que originalmente se llamaba Cabimas, fue fundada con la calle el Rosario en 1816 y con el tiempo fue creciendo con calles paralelas a la línea de costa, es todo lo que era Cabimas cuando se encontró petróleo en 1922, en ese entonces Ambrosio, La Vereda, La Rosa y La Salina eran caseríos aparte. Algunos acontecimientos fundamentales transcurrieron en el sector como la visita de Carlos Gardel en 1935 al teatro Cabimas, o la fundación del Sindicato de Obreros y empleados petroleros en 1936.
Con la creación de la parroquia Carmen Herrera el sector quedó dividido entre esta y la parroquia Ambrosio por la calle Miranda y la calle el Muelle donde se encuentra el campus de ingeniería de la Universidad del Zulia, una parte de los locales comerciales y muy pocas viviendas. La Catedral de Cabimas y la mayor parte de la zona residencial están del lado de la parroquia Carmen Herrera cuya sede parroquial se encuentra en el sector al lado de la Catedral.

## Vialidad y Transporte
Algunas de las principales calles de Cabimas la limitan, como la Av Independencia en su lado sur, la Av Rotaria, la Av Universidad en su lado norte y la Av Carnevalli, esta última asfaltada finalmente en 2007, luego de 24 años rota, recibe su nombre de Alberto Carnevali dirigente político que conspiró contra la dictadura de Marcos Pérez Jiménez, (anteriormente la misma Av tenía el nombre de un funcionario de ese gobierno, se llamó Carnevalli a partir de 1958), consta de 2 canales con isla central, cuando su creación se sugirió el nombre de Alberto Carnevali para todo el municipio, lo cual fue rechazado por la población.
Las calles internas son rectas y estrechas, y reciben nombres como Providencia, el Rosario, Progreso, Consuelo, El Salvaje, Sucre, las Mercedes, 19 de Abril, Ayacucho, Navas, Variedades, Miranda, Bolívar y Piar. La mayoría de las líneas de transporte público de Cabimas pasan por ahí, y al ser el centro de la ciudad el tráfico siempre es pesado.

## Sitios de Referencia
- Sede de la parroquia Carmen Herrera, IPOSTEL Cabimas y Prefectura de Cabimas. Calle Miranda al lado de la Catedral.
- Catedral Nuestra Señora del Rosario de Cabimas, av Independencia, frente a la plaza Bolívar.
- Casa de la cultura de Cabimas, Museo Arqueológico de Cabimas, Centro Histórico de Cabimas y Escuela de artes plásticas Pedro Oporto. Calle el Rosario con Av Rotaria al lado de la sede administrativa de la UNERMB.
- Caja Popular. Edificio sede de un antiguo banco, edificio más alto de Punta Icotea, actualmente sede de una tienda.
- Sindicato de Obreros y Empleados Petroleros SOEP. Primer sindicato de Venezuela, calle el Rosario con calle el Salvaje.
- Campus de Ingeniería de la Universidad del Zulia Núcleo Costa Oriental del Lago. Av Universidad entre calle 8 de las 40’s y carretera H.
- Logia Masónica Ricaurte. Calle Bolívar al lado del edificio CANTV que está detrás de la Catedral.
- CC Longimar. av Rotaria con calle el Rosario.
- Radio Libertad. Edificio La Radio frente a la Catedral.
- Edificio Mueblería Levine. Av Carnevalli con av Independencia.